# Szennay András
Szennay András (szül. Szennay József) (Budapest, 1921. június 2. – Pannonhalma, 2012. augusztus 22.) bencés szerzetes, egyetemi tanár, pannonhalmi főapát (1972–1991).

## Pályafutása
A gimnáziumot a budapesti bencéseknél végezte. 1939. augusztus 6-án lépett a rendbe; 1941. június 27-én első, 1944. június 27-én ünnepélyes fogadalmat tett, majd november 19-én Apor Vilmos győri püspök szentelte pappá rendtársával, Thurzó Kálmánnal együtt.
Ezután Oroszváron (Moson vármegye) Lónyay Elemér herceg és Stefánia hercegnő lelkészeként működött. 1946 júniusában Budapesten teológiai doktor, majd Pannonhalmán főapáti titkár lett. 1947 szeptemberétől Budapesten a bencés gimnáziumban tanított, 1950-től a Veres Pálné Gimnázium hittanára volt, 1950 szeptemberétől a Hittudományi Akadémia könyvtárosaként működött. 1965. február 1-jén kinevezték az alapvető hittan tanszéken nyilvános rendes tanárrá, 1975-76-ban a Hittudományi Akadémia dékánja volt.
1972. november 6-án pannonhalmi bencés főapáttá választották. Kinevezését az Állami Egyházügyi Hivatal is jóváhagyta (a korábban megválasztott Jáki Zénóéval szemben), mivel a Belügyminisztérium ügynöke volt Szemere és Szénási fedőnéven. 1981-ben újabb 9 évre megerősítették; a Magyar Bencés Kongregáció prézes-apátja lett. 1987 júniusában a katedrát otthagyta. A Magyar Katolikus Püspöki Konferencia hittudományi bizottságának tagja, papi továbbképző és hivatásgondozási bizottságának elnöke, a katolikus gimnáziumok és kollégiumok bizottságának ügyvivője volt. Az ő apáti szolgálata alatt épült meg és került átadásra 1984-ben a bencés rend budapesti Tanulmányi Háza.
1991-től főapáti székéből visszavonult. Utóda dr. Várszegi Asztrik. Utolsó éveit sajnos tolószékben kényszerült tölteni, azonban a közösség ünnepein és összejövetelein továbbra is részt vett.
1968-tól a Teológia főmunkatársa, 1971-től 1995-ig felelős szerkesztője, 1983-ig szerkesztő bizottsági tagja volt az Internationale Dialogzeitschriftnek és a Diakónia folyóiratnak. 1990-92-ben a Magyar Katolikus Újságírók Szövetségének elnökeként működött.

## Művei
- Teológia és élet; Szt. István Társulat, Bp., 1966
- Rejtőző istenség. Hívők és nemhívők a dialógus útján. Uo., 1969
- Hitünk sodrában. Uo., 1974
- Régi és új a liturgia világából. Radó Polikárp OSB emlékére. Szerk. Bp., 1975
- Népek nagy nev-je. Szt Benedek emlékezete. Szerk. Bp., 1981
- Isten vándorló népe. Uo., 1982
- Jézus Krisztus – életünk középpontja. Szerk. Közrem. Szalai János, Takács Gyula, Tomka Ferenc. Uo., 1982
- Teológiai évkönyv 1982. Szerk. Uo., 1983
- Boldogok, akik házadban laknak... Lukács Lászlóval és Szebeni Andrással. Uo., 1988
- A kereszt titka. Nagyheti elmélkedések. Pannonhalma, 1992 (2. átdolgozott, bővített kiadás, 2006)
- Urunk mikor eljön. Adventi és nagyheti elmélkedések. Uo., 1993
- A hittud. alapvetése. Uo., 1995 (A pannonhalmi főisk. kv-ei 7.)
- Nyitott kapuk egyháza. Uo., 1995
- Unum omnes in Christo. Szerk. Somorjai Ádámmal. Uo., 1995
- Visszatekintés. Válogatás az elmúlt negyedszázad interjúiból, előadásaiból, írásaiból. Uo., 2001
- A kereszt titka. Nagyheti elmélkedések; 2. átdolg., bőv. kiad.; Bencés, Pannonhalma, 2006
- Kiáltás a mélyből; Tihanyi Bencés Apátság, Tihany, 2011